# 吉田神社 (水戸市)

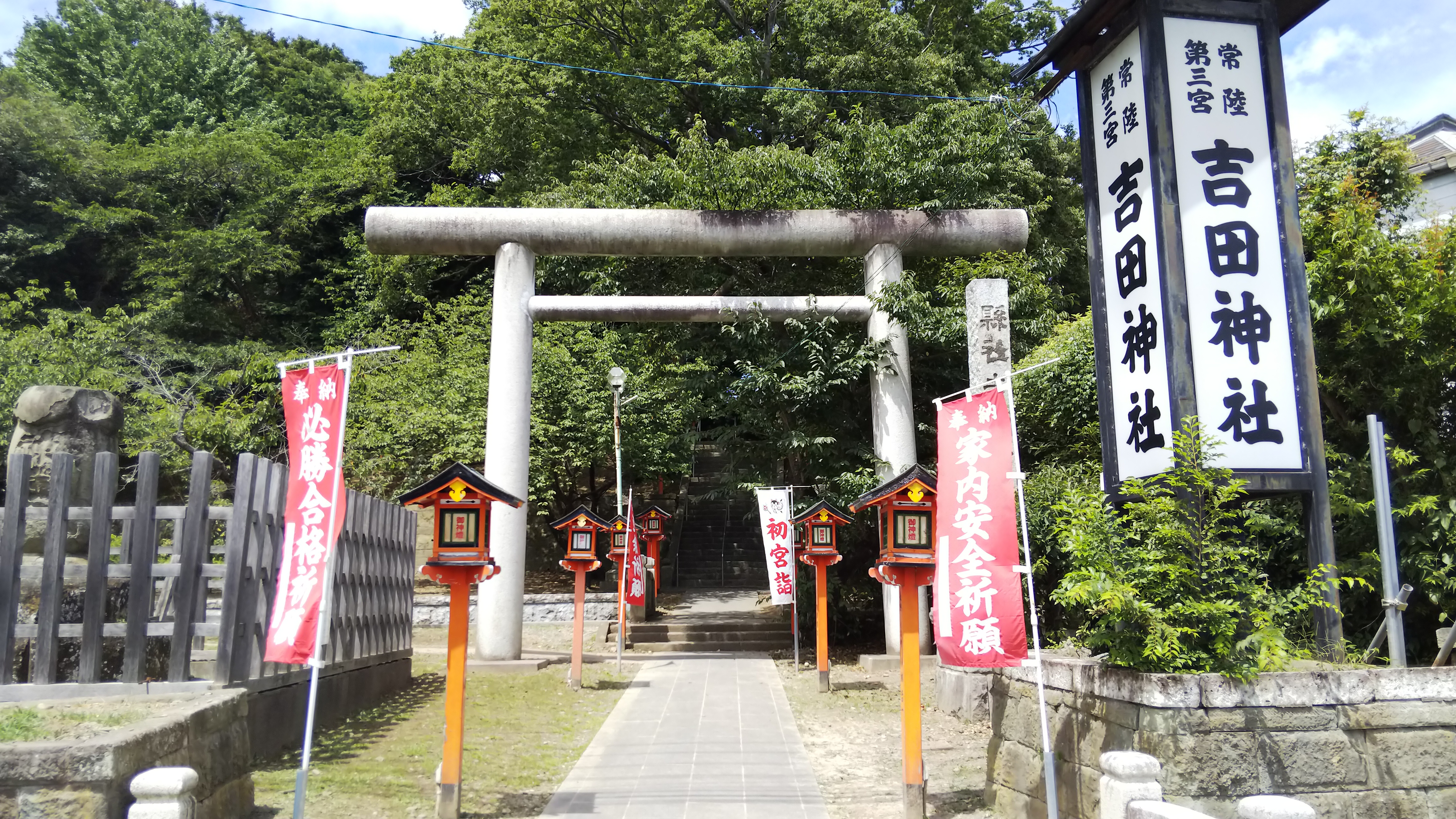
一の鳥居

吉田神社（よしだじんじゃ）は、茨城県水戸市宮内町にある神社。式内社（名神大社）、常陸国三宮で、旧社格は県社。

## 概要
水戸市中心市街地の南部、小高い丘である朝日山の山上に鎮座する。創建には日本武尊の東征との関わりを伝える。武神である日本武尊を祀ることから、蝦夷征伐の過程で古くから朝廷からの強い崇敬を受けた神社である。社殿は戦災で焼失したが、境内には日本武尊にまつわる場所が現在も「三角山」として残されている。

## 祭神
祭神は次の1柱。
- 日本武尊 （やまとたけるのみこと）
第12代景行天皇皇子で、第14代仲哀天皇の父。『古事記』『日本書紀』によると、景行天皇の命で九州や東国豪族の討伐を行ったという。

## 歴史

### 創建
『常陽式内鎮座本紀』『常陸二十八社考』によると、日本武尊が東征の際にこの地（朝日山/三角山）で兵を休ませたといい、これにちなんで社殿が造営されたのが創建であるという。創祀年代は不詳であるが、吉田神社所蔵の古文書によれば、正安4年（1301年）に鎮座以来800余年を経過した旨の記載が見える。1985年10月19、20日開催の秋季例大祭は創建1500年祭として実施した。休憩場所とされる地は、現在も境内一角に伝えられている。
この伝承に対して、『常陸国風土記』では那賀郡における日本武尊の説話が見えないことから、日本武尊への結びつけを平安時代初期頃と推測する説もある。

### 概史
国史での初見は承和13年（846年）で、従五位下勲八等の神階にある「吉田神」が名神に列したと記されている。その後、神階は天安元年（857年）に従四位下勲八等、貞観5年（863年）に従四位上勲八等、元慶2年（878年）に正四位下勲八等に昇った。
延長5年（927年）成立の『延喜式』神名帳では、常陸国那賀郡に「吉田神社 名神大」と記載され、名神大社に列している。また、吉田社は常陸国において鹿島神宮（一宮）、静神社（二宮）に次ぎ三宮に位置づけられ、鹿島神宮に次いで式年造営も行われたという。このように常陸国で第3位、那賀郡（那珂郡）で第1位に位置づけられたのは、武神である祭神の日本武尊と蝦夷征伐との関係や、水戸西方で勢力を張っていた那賀郡領の宇治部氏の衰退との関係が背景にあるといわれる。
中世には吉田社の神郡として那賀郡から「吉田郡」が分立したが、吉田社の社領は158町で吉田郡の半分に及んだ。この社領は以後荘園としての性格を強め、「吉田庄」とも称された。また当社は薬王院を神宮寺とし、神社には6間と3間の回廊や鳥居・玉垣があり、多くの付属建物や末社が存在したといい、神階も正一位に達したと伝える。その後は薬王院が天台宗の中心地として隆盛するとともに争論が増え、神威は衰退した。
江戸時代には水戸藩から篤い崇敬を受け、特に徳川光圀は寛文6年（1666年）に本殿・拝殿ほか多くの社殿を修造し、徳川斉昭は天保15年（1844年）に『大日本史』と社領100石を寄進した。
明治維新後、明治6年（1873年）4月に近代社格制度において県社に列した。
昭和20年（1945年）には、空襲で社殿全てが焼失した。昭和23年（1948年）に社殿が再建され、その後の改築・修理を経て現在に至っている。

### 神階
六国史における神階奉叙の記録。表記はいずれも「吉田神」。
- 承和13年（846年）4月17日、従五位下勲八等、名神に預かる （『続日本後紀』）
- 天安元年（857年）5月26日、従五位上勲八等から従四位下勲八等 （『日本文徳天皇実録』）
- 貞観5年（863年）8月2日、従四位下勲八等から従四位上勲八等 （『日本三代実録』）
- 元慶2年（878年）8月8日、従四位上勲八等から正四位下勲八等 （『日本三代実録』）

### 神職
吉田社の社務は、古くは吉美候氏（きみこうじ）が担ったとされる。この吉美候氏の出自・性格は詳らかでないが、奈良時代初期頃に帰属した蝦夷であるともいわれ、蝦夷との深い関係を指摘する説もある。その後に吉美候氏は、長承年間（1132年-1135年）に中央公家の小槻氏に社務職（領家職）を寄進した。この寄進は、在庁官人の介入や土豪の押妨から社領を守るためであったとされる。 
その後の変遷を経て、明治以前の旧社家としては5家（田所氏・阿久津氏・榊氏・渡邉氏・井上氏）があった。そして大日本帝国憲法による社家制度の廃止を経て、明治中期までは田所氏、以後は阿久津氏が担った。戦後の宗教法人法制定後は、何人かの神職を経たのちに平成初期まで阿久津氏が担い、現在は田所氏が担う。

## 境内
本殿は神明造銅板葺、拝殿・幣殿は入母屋造銅板葺で、いずれも戦後の再建。
参道には「朝日三角山遺蹟」として、祭神の日本武尊が休んだという場所が聖別されている。この三角山はかつて本殿が営まれた跡とも、祭祀の跡ともいわれる。

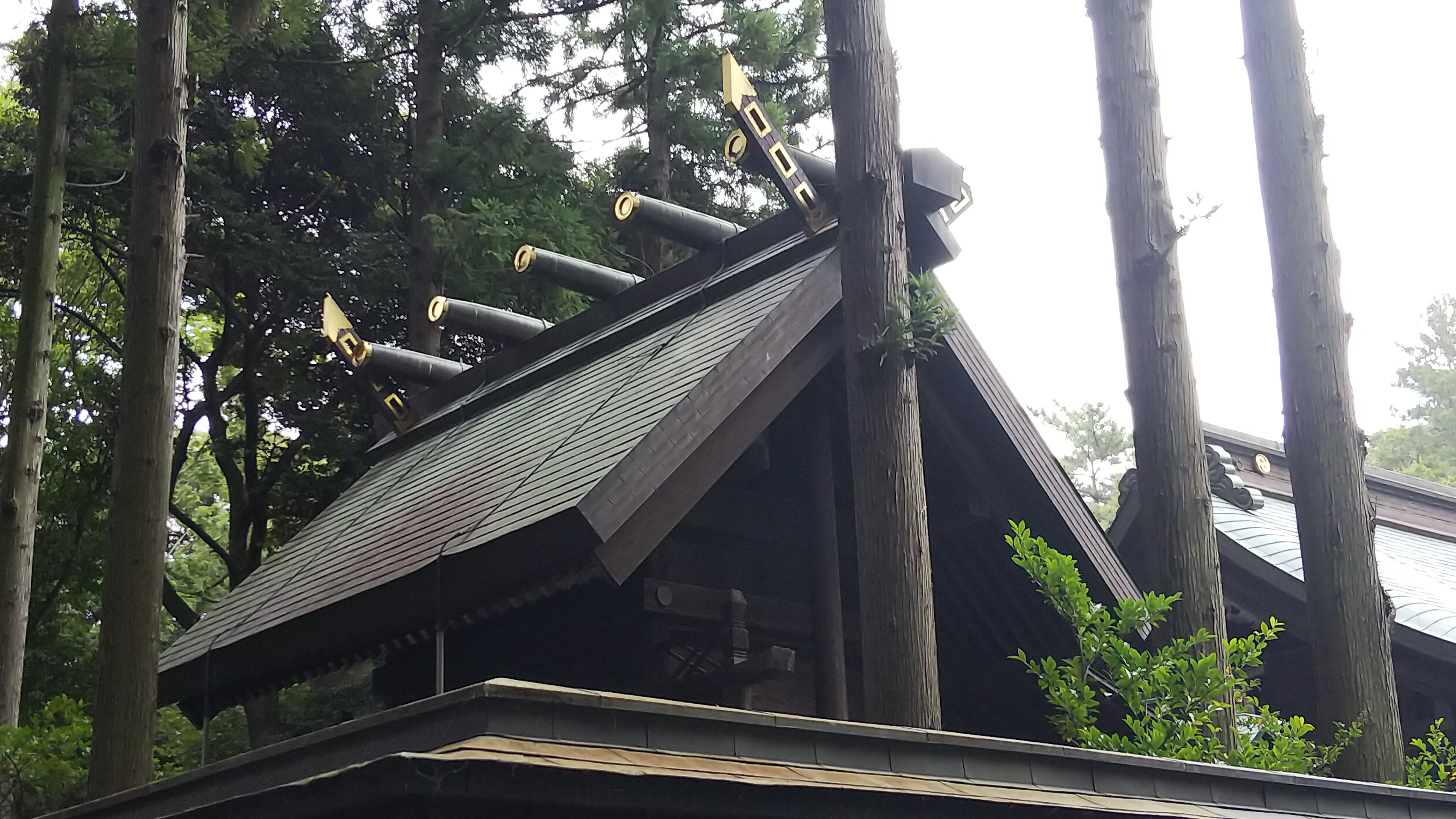
本殿
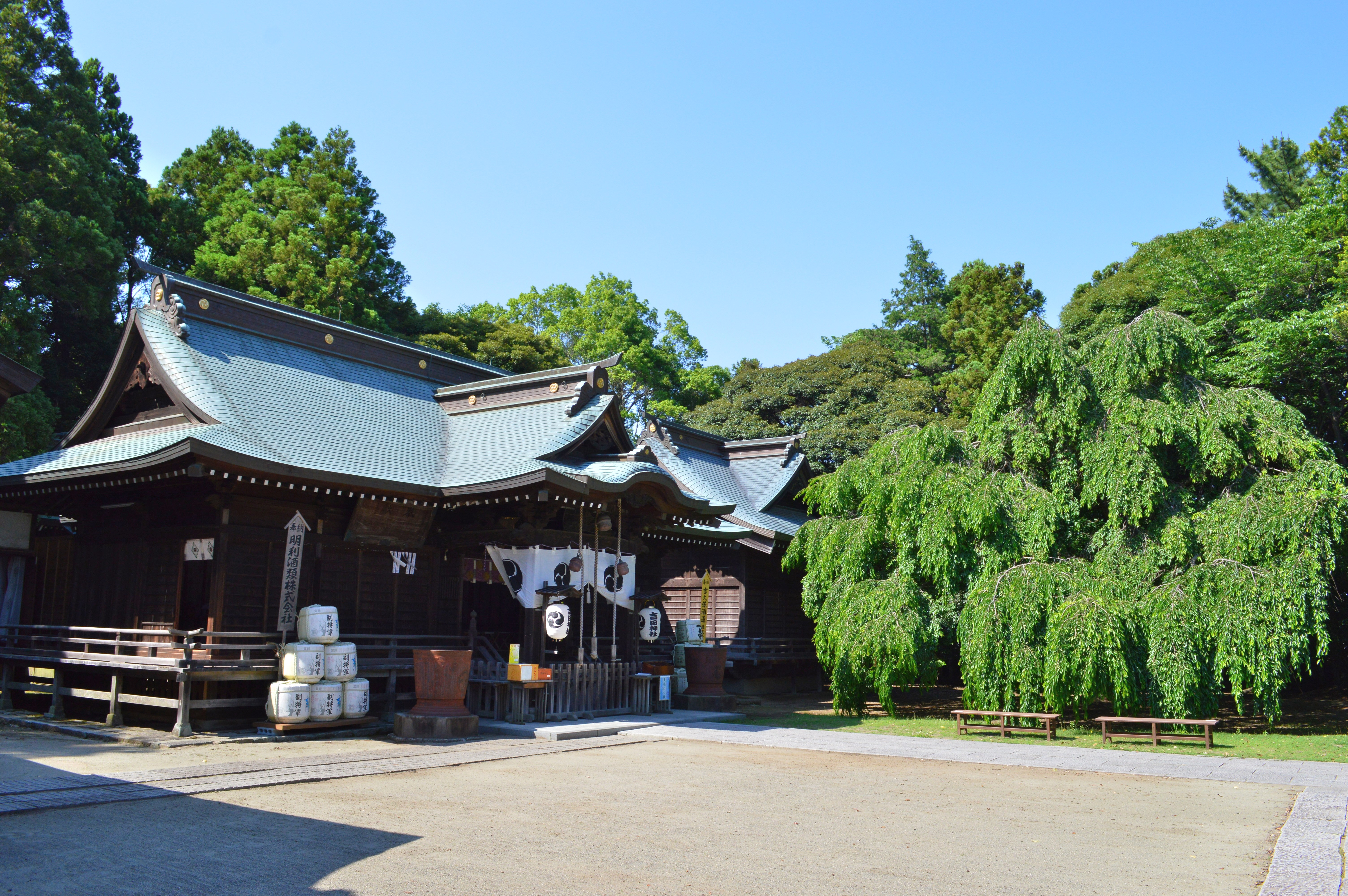
境内
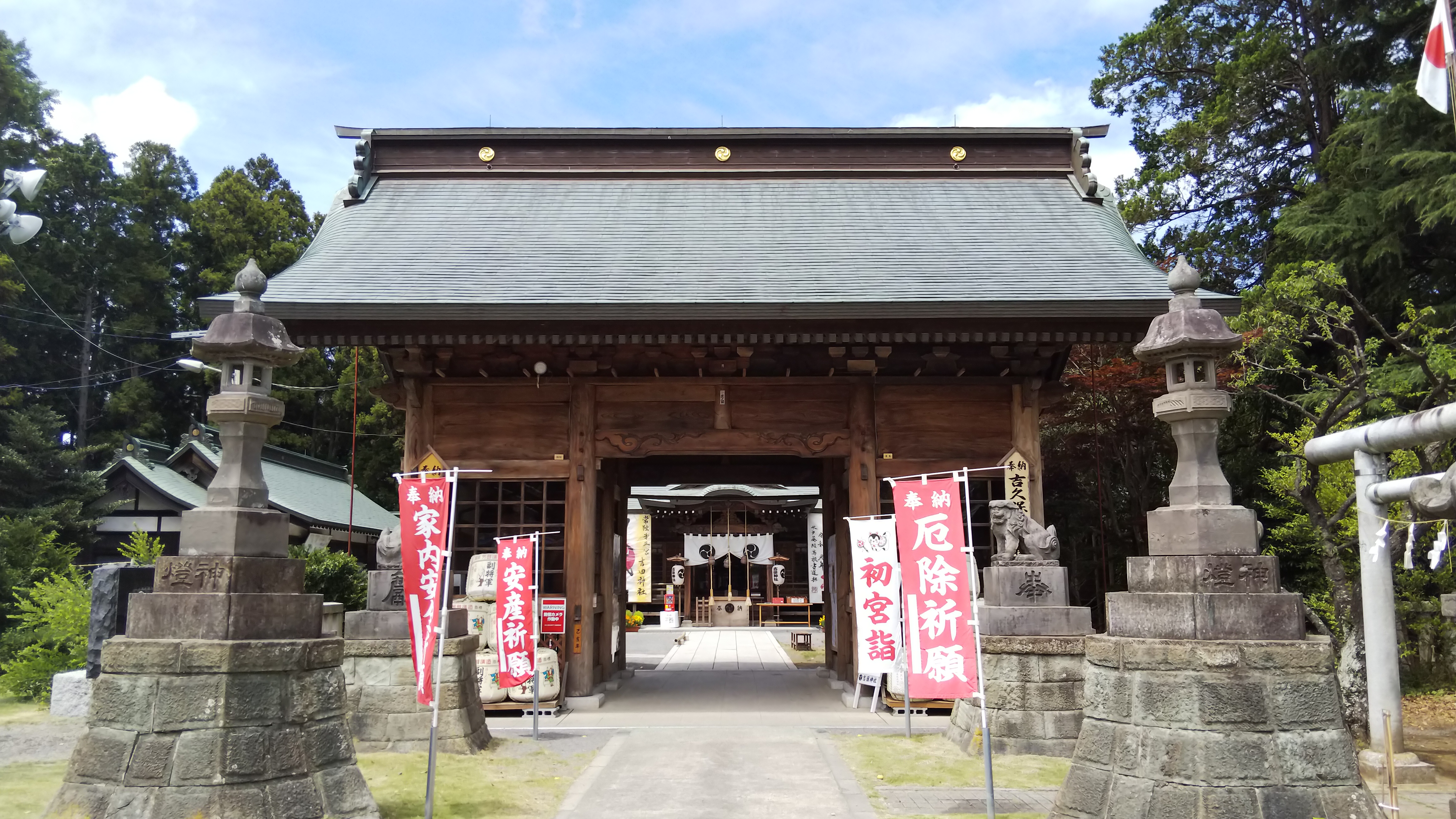
随神門
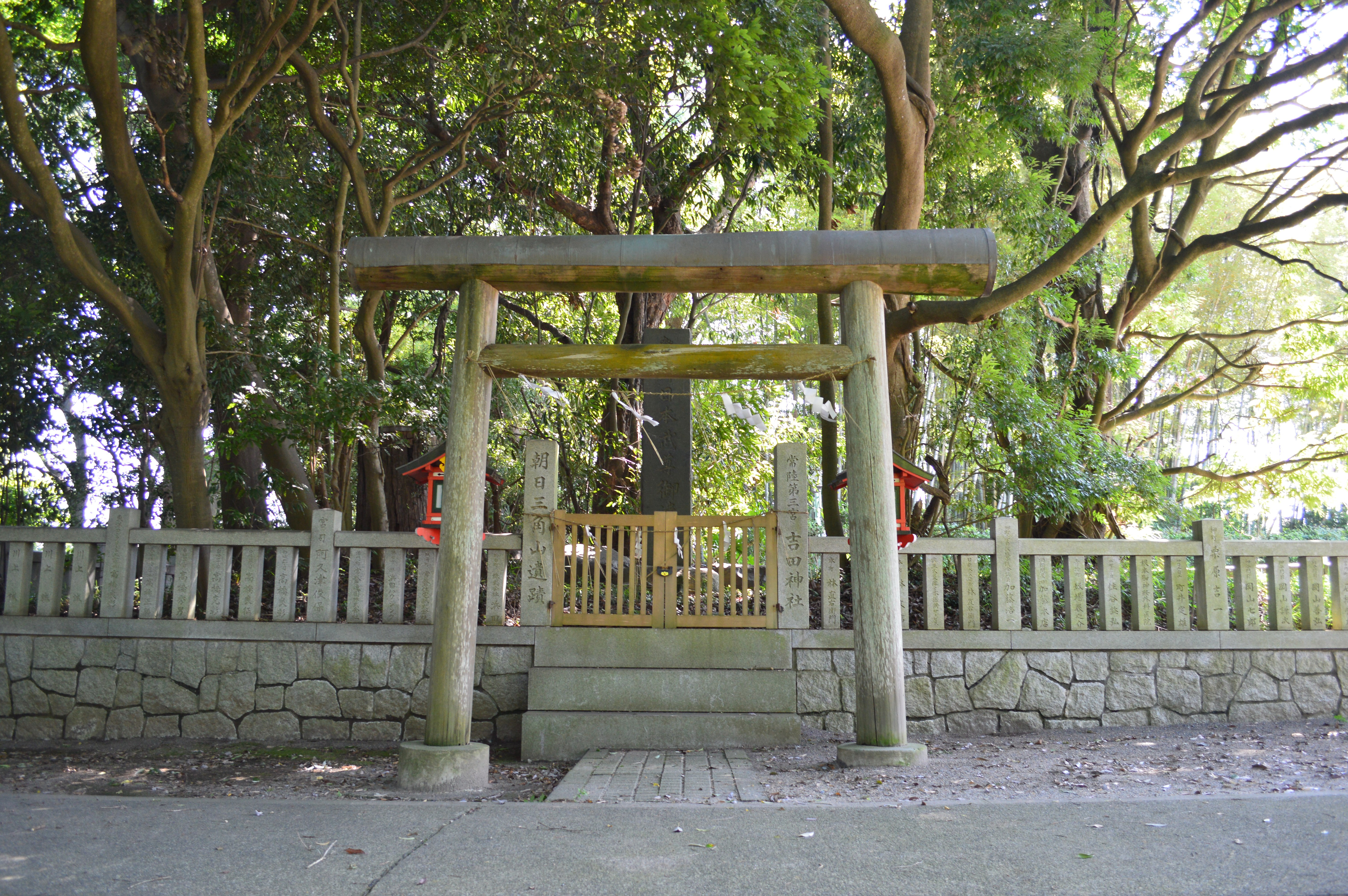
朝日三角山遺蹟

## 摂末社

### 別宮

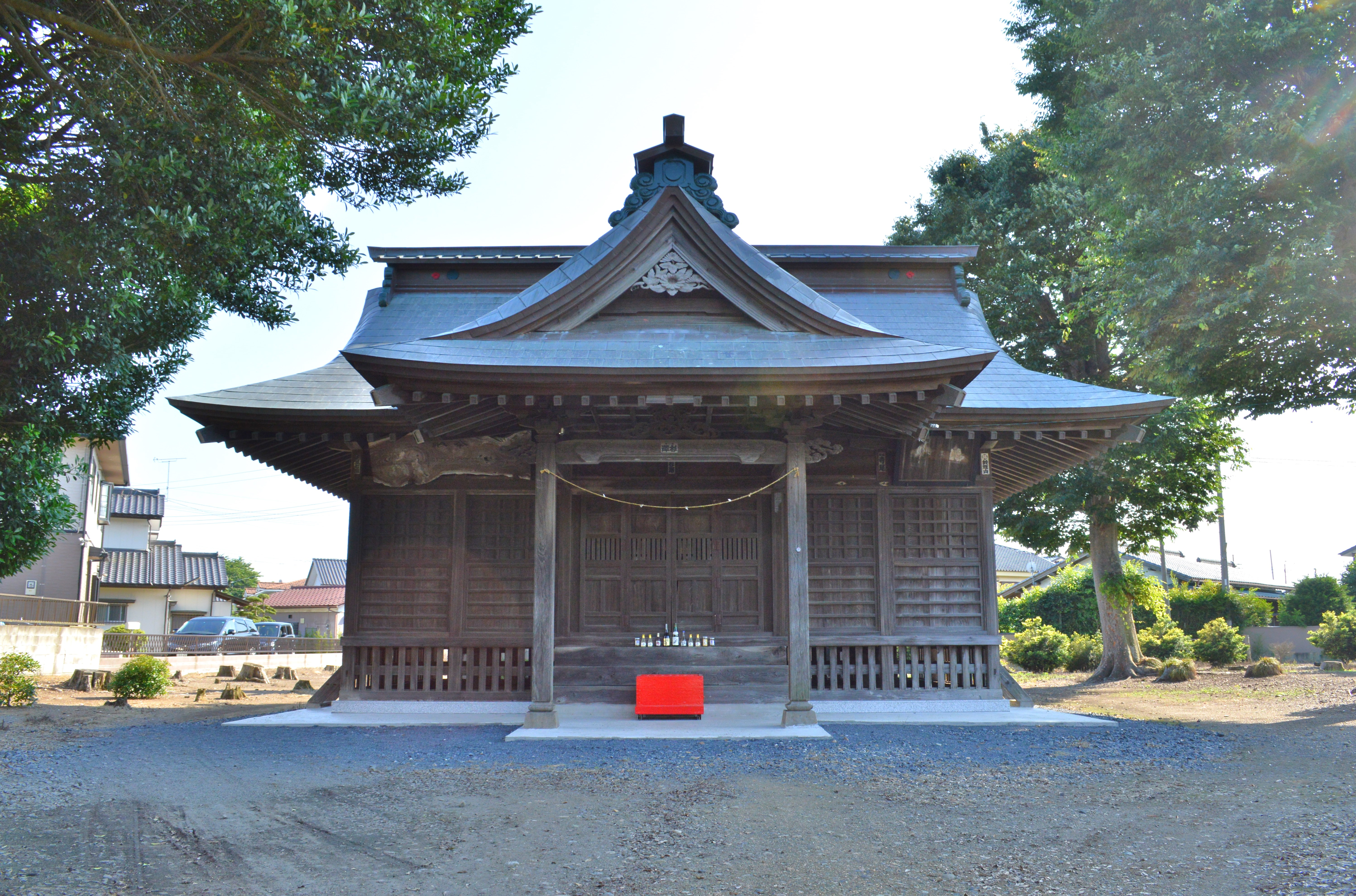
笠原子安神社（笠原町）

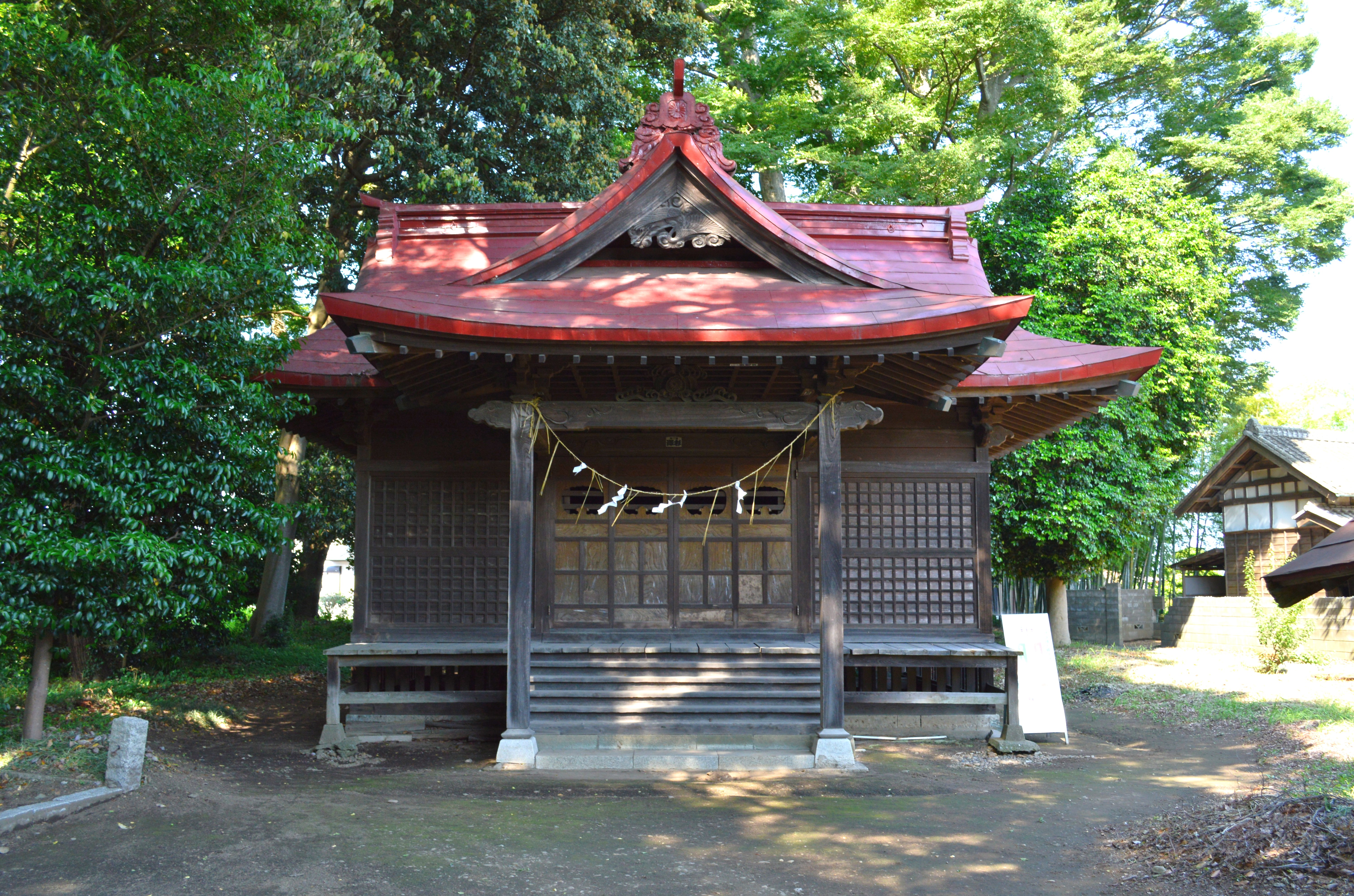
酒門神社（酒門町）

『廿八社略縁誌』には、別宮として笠原大明神・酒門大明神が記載されている。
笠原子安神社（笠原大明神）
- 鎮座地：水戸市笠原町字壱番（北緯36度21分5.17秒 東経140度27分18.13秒 / 北緯36.3514361度 東経140.4550361度）
- 祭神：弟橘姫、木花開耶姫

吉田神社の別宮で水戸7社の1つ。寛文年間（1661年-1673年）に水戸藩祖・徳川頼房の命で現在地に社殿が造営され、安産の守護神とされた。出産のときは本社の御像を拝借し、安産ののち返納して奉賽するならわしがあったという。また千波・見川・笠原を産子とした。笠原神社は昭和27年（1952年）9月に宗教法人化し、包括団体である神社本庁の所管として現在の「笠原子安神社」を称している。
吉田神社所有の文献によれば、延慶2年（1309年）2月24日に当時の左衛門尉・右衛門尉による「吉田笠原社御遷宮之事」に関し返答が出されている。また、応永3年（1396年）5月25日には散位氏義から「笠原御社御供田所奉寄附也」と寄進状が出されている（『水府地理温故録』より）。
酒門神社（酒門大明神）
- 鎮座地：水戸市酒門町（北緯36度21分22.47秒 東経140度29分52.64秒 / 北緯36.3562417度 東経140.4979556度）
- 祭神：木花開耶姫

### 境内末社
- 六社（本殿向かって右手）
  - 松尾神社 - 京都の松尾大社の分社。
  - 多賀神社 - 滋賀の多賀大社の分社。
  - 住吉神社 - 大阪の住吉神社の分社。
  - 八幡宮 - 八幡宮の分社。
  - 大国主事代主神社 - 祭神：大国主命、事代主命。
  - 疱瘡守護神社

- 二社 （本殿向かって右奥）
二間社見世棚造の簡素な社殿。両社とも『鎮守帳』『廿八社略縁誌』に記載がある。
  - 国見神社 - 祭神：彦国見加岐建與束命（ひこくにみがきたけよつかのみこと）。伊勢神宮外宮摂社・度会国御神社の祭神で伊勢国造・度会神主の祖。
  - 早歳神社 - 祭神：両道入姫命。日本武尊の妃の一人で仲哀天皇の母。

- 二社 （本殿向かって左奥）
二間社見世棚造の簡素な社殿。両社とも『鎮守帳』『廿八社略縁誌』に記載がある。
  - 飯神社 - 祭神：仲哀天皇。日本武尊の第二王子で、母は両道入姫命。
『鎮守帳』には「新宮社」とある。『廿八社略縁誌』には「飯神社」、「気比明神」とある。
  - 水戸神社 - 祭神：速秋津彦命。水戸市笠原町の水戸神社の分社。

- 二社 （皇大神宮・豊受大神宮）
『廿八社略縁誌』には「伊勢二所別宮」とある。伊勢神宮内宮・外宮の分社。社殿は二間社神明造。
  - 皇大神宮 - 祭神：天照大神。
  - 豊受大神宮 - 祭神：豊受姫命。

- 稲荷神社・土師神社
『廿八社略縁誌』には稲荷明神としてのみ記載。二間社見世棚造の簡素な社殿。

- 星宮神社
- 天満宮 - 祭神：菅原道真
『鎮守帳』には「天神社」とあり、『廿八社略縁誌』には「天満天神」とある。他の末社が全て小さな社殿であるのに対して、天満宮のみ中型の流造の社殿を持ち、拝所が整備されている。

## 祭事
吉田神社で年間に行われる祭事の一覧。
- 月次祭 （毎月1日・15日）
- 元旦祭 （1月1日）
- 節分祭 （2月3日）
- 野点茶会 （3月下旬頃）
- 春祭 （4月29日）
- 大祓 （6月30日）
- 御田植祭、子供あんどん祭 （7月下旬）
- 例大祭 （10月中旬）
古くは旧暦9月15日に行われた。那珂川までの盛大な神輿渡御が行われる[4]。
- 七五三祈願 （11月中）
- 勤労感謝祭 （11月23日）
- 大祓 （12月31日）

## 文化財
- 吉田神社文書
常陸有数の神社文書[8]。原本は戦災で焼失したが彰考館蔵の写本が残されている[8]。

## 現地情報
所在地
- 茨城県水戸市宮内町3193-2

交通アクセス
- 最寄駅：JR東日本・鹿島臨海鉄道 水戸駅
  - 徒歩：約25分
  - バス：「吉田神社前」バス停下車 （下車後徒歩すぐ）

周辺
- 吉田古墳 - 国の史跡。
- 薬王院（北緯36度21分21.74秒 東経140度28分39.50秒 / 北緯36.3560389度 東経140.4776389度） - 元神宮寺。